# Michael A. Perry
Fray Michael Anthony Perry OFM fue Ministro General de la Orden de Frailes Menores (Franciscanos). Fue designado para completar el periodo de tiempo (ad complendum sexennium) que hubiera correspondido a Mons. José Rodríguez Carballo, actual Secretario de la Congregación para la Vida Religiosa.[cita requerida]

## Biografía
Nacido en 1954 en Indianápolis, Fr. Michael fue vicario general de la Orden Franciscana. Fue Ministro provincial de la Provincia Franciscana del Sagrado Corazón de Jesús en los Estados Unidos. Sirvió en su Provincia en la formación teológica de los hermanos jóvenes, en el post-noviciado, trabajó en la comisión internacional de JPIC y fue misionero durante diez años en la República Democrática del Congo. Estuvo al servicio del Catholic Releif Services y de la Conferencia de Obispos Católicos de los Estados Unidos.
Su curriculum académico incluye un Doctorado en Antropología Teológica, Máster en Teología, Máster en Formación Sacerdotal y Bachillerato en Historia y Filosofía.

## Ministro General de los Hermanos Menores
Fr. Michael Anthony Perry sucedió en este servicio a Mons. José Rodríguez Carballo que fue elegido por el Papa Francisco para ocupar el cargo de Secretario de la Congregación de la Vida Religiosa en el año 2013. Fue designado para completar el sexenio correspondiente, convirtiéndose así en el 120° sucesor de San Francisco de Asís.
Fue sucedido por el Fray Massimo Fusarelli (nacido en Roma Italia el 30 de marzo de 1963), electo en Roma en la mañana del 13 de julio del 2021 durante el Capítulo General 2021 para el sexenio 2021-27.